# Herz-Jesu-Figur (Reiterswiesen, Kissinger Straße 19)

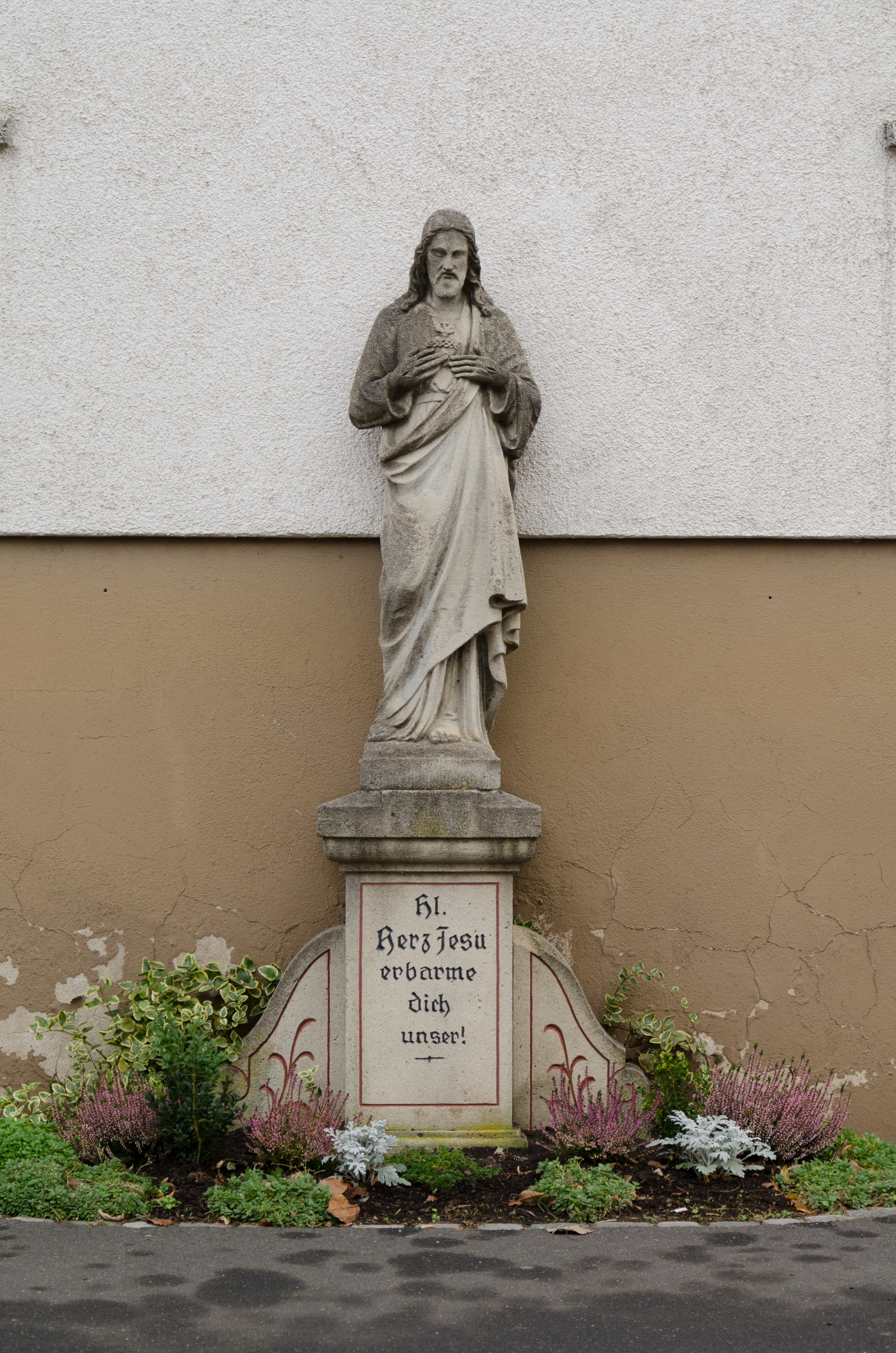
Herz-Jesu-Figur, Reiterswiesen, Kissinger Straße 19

Die Herz-Jesu-Figur mit der Adresse Kissinger Straße 19 ist ein Flurdenkmal in Reiterswiesen, Bad Kissingen, der Großen Kreisstadt des unterfränkischen Landkreises Bad Kissingen. Er gehört zu den  Bad Kissinger Baudenkmälern und ist unter der Nummer D-6-72-114-389 in der Bayerischen Denkmalliste registriert.

## Geschichte
Die Skulptur besteht aus hellem, gegossenen Kunststein und entstand im späten 19. Jahrhundert.
der 82 cm hohe Sockel beherbergt folgende Inschrift:

„Hl./Herz Jesu/erbarme/dich/unser!“